# آماندا نیلسون

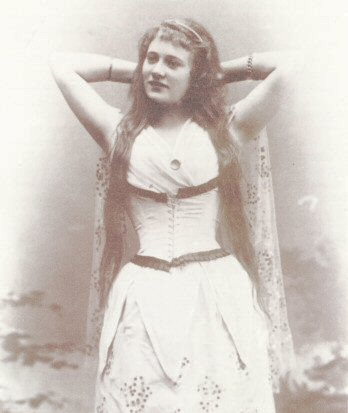
ادیت (آماندا نیلسون)

آماندا نیلسون (به دانمارکی: Amanda Nilsson) یا آماندا جنسین نیلسن (به دانمارکی: Amanda Jensine Nielsen) (زاده ۱۶ فوریه ۱۸۶۶ در کپنهاگ و درگذشته ۲ دسامبر ۱۹۵۳ در هامبورگ) یک خواننده دانمارکی بود.
وی معروف به ادیت (به دانمارکی: Edith) بود.